# Euphorbia dimorphocaulon
Euphorbia dimorphocaulon là một loài thực vật có hoa trong họ Đại kích. Loài này được P.H.Davis mô tả khoa học đầu tiên năm 1949.